# Харфорд (окръг, Мериленд)
Окръг Харфорд (на английски: Harford County) е окръг в щата Мериленд, Съединени американски щати. Площта му е 1365 km², а населението – 260 924 души (1 април 2020). Административен център е град Бел Еър.